# Recopa Sudamericana 2019
La Recopa Sudamericana 2019 è stata la ventisettesima edizione della Recopa Sudamericana. Si è trattata di una finale con partite di andata e ritorno tra i vincitori della Coppa Libertadores dell'anno precedente e i vincitori della Coppa Sudamericana dell'anno precedente, ovvero il River Plate e l'Atletico Paranaense.
Il River Plate ha vinto il torneo per la terza volta nella propria storia, perdendo la gara d'andata per 0-1 e vincendo quella di ritorno per 3-0.

## Tabellini

### Andata
| Arbitro: | Wilmar Roldán |

|           |           |  |
| Ruben 25’ | Marcatori |  |

### Ritorno
| Arbitro: | Roberto Tobar |

|                                         |           |  |
| Fernández 65’ Pratto 90+1’ Suárez 90+5’ | Marcatori |  |